# 龍の歯医者
『龍の歯医者』（りゅうのはいしゃ、THE DRAGON DENTIST）は、2017年2月にNHK BSプレミアムで放送されたテレビアニメ。同年4月にNHK総合でも放送。キャッチフレーズは「少女は選んでここに来た。少年は選ばれてここにいる。」

## 概要
元々は2014年11月7日に日本アニメ（ーター）見本市の一企画として製作・配信された短編アニメーション作品だった。
2016年8月26日、NHK BSプレミアムで放送される予定の長編テレビアニメーションとして制作されることが決定し、2017年2月18日と25日に20時より放送された。18日の前編は『天狗虫編』、25日の後編は『殺戮虫編』のサブタイトルが付く。2月25日の後編・殺戮虫編の前後には、19:30-20:00と20:45-21:00に前編・天狗虫編のダイジェストを中心とした『今からでも間に合う!!龍の歯医者放送直前（生）SP』と題した、秋葉原某所からの公開生放送番組が行われた。
「限りある生（あるいは死）と向き合うこと」をテーマとし、スタジオカラーが手掛ける初のテレビアニメ作品となる。主役の岸井野ノ子役には、「深夜のバラエティー番組ですごい瞬発力のある絡み方をしていて。若いお笑い人たちがいるなかでグイグイでる、瞬発力が今回のキャラクターにはぴったり」という鶴巻和哉の指名を受けて清水富美加が起用された。
2017年12月29日（金）から2018年1月12日（金）まで、劇場用に音響を一新した特別版「龍の歯医者」が劇場上映された。

## あらすじ

### 天狗虫編
龍と契約を交わした「龍の国」は、龍の力を借りて隣国セルペナーダとの戦争をしていた。岸井野ノ子は「龍の歯医者」として龍を守護する役目を担っていたが、ある日、龍の歯からセルペナーダの少年兵ベルが現れ、歯に吸い込まれそうになっていたところを助け出す。しかし、ベルは「黄泉帰り」という凶兆で生き返ったため、他の歯医者たちは「災いが降りかかるのではないか」と不安がる。そこに国軍の小澤が現れてベルの引き渡しを求めるが、リーダーの悟堂ヨ世夫は引き渡しを拒否し、彼を見習い歯医者として野ノ子に預ける。後輩が出来た野ノ子は喜び、最初は戸惑っていたベルも彼女に支えられて歯医者の一員として周囲に溶け込んでいく。
しかし、歯の治療を行っていたある日、龍の歯から人を食う天狗虫が現れ、歯医者たちは騒ぎ出す。天狗虫の対処に追われる悟堂たちは何とか天狗虫を駆除することに成功するが、仲間の修三が犠牲となってしまう。悟堂たちは厳かに修三の死を受け入れるが、ベルは彼らの態度に煮え切らない思いを抱き、野ノ子は「長生きすることが幸せなのか」と問いかける。悟堂は龍の歯から虫が仕込まれていた証拠を見つけ、天狗虫の存在を知っていた柴名を問い詰める。柴名は、かつて仲間たちを食い殺した天狗虫の幼虫を隠していたことを暴露し、龍の歯医者の運命に逆らおうと虫歯菌に姿を変え龍を襲う。野ノ子は龍を守ろうと柴名に闘いを挑むが、ベルと一緒に彼女が崩した龍の歯に巻き込まれて地上に落下する。

### 殺戮虫編
地上に落下した野ノ子とベルは、龍の歯を持ち帰ろうとするが、歯を狙うセルペナーダの傭兵ブランコに見付かってしまう。国軍の援軍が到着しブランコたちは撤退し、二人は国軍に保護されて龍に戻ろうとする。しかし、ベルは「野ノ子が戦争で死ぬ姿を見たくない」と同行を拒んだため、野ノ子だけが飛行場に向かう。そこにブランコたちが現れて飛行機を占拠し、龍の歯の力を利用して龍に乗り込もうとする。野ノ子は事態を知って戻って来たベルと共に飛行機に乗り込み龍の歯を奪い返して脱出するが、柴名に捕まり連れ戻されてしまう。会戦が始まる中、歯医者の力を取り戻した野ノ子の活躍で飛行機は墜落するが、ブランコたちは龍に乗り込むことに成功する。
ブランコたちは迎撃する小澤たちを返り討ちにして竜宮に向かい、人と龍の契約の証である龍の親不知を盗み出そうとする。一方、柴名はかつて天狗虫に殺された想い人・竹本を蘇らせるために龍の歯の中に入っていくが、それにより龍の歯から殺戮虫が姿を現し、両国の兵士たちを殺戮し始める。殺戮虫が殺意のある者だけを襲っていることに気付いたベルは、龍の歯を戻して殺戮虫を封じようとする野ノ子と別れ、ブランコの元に向かう。ベルはブランコに射殺されるが、ベルを撃ったことで殺戮虫に捕捉されたブランコは殺され、野ノ子は悟堂と協力して龍の歯を戻し、殺戮虫を退治する。龍の歯から助け出された柴名は、悟堂の問いかけを断り姿を消し、野ノ子は姿を消したベルを探し求める。

## 登場人物

### 主要人物
岸井野ノ子
声 - 清水富美加
主人公。短編版の「少女」。
ベルナール・オクタビアス
声 - 岡本信彦
通称「ベル」。戦争中にブランコに裏切られて殺され、龍の歯から蘇る。

### 龍の歯医者
悟堂ヨ世夫
声 - 山寺宏一
短編版の「先輩」。12年前の天狗虫との戦いの生き残りで、歯医者たちのリーダー。
夏目柴名
声 - 林原めぐみ
かつて想いを寄せていた竹本の死後、龍の歯医者に疑念を抱くようになり、天狗虫の幼虫を体内に取り込み歯医者の抹殺を図る。
有栖川カンネ
声 - 名塚佳織
龍の歯医者の少女。
佐藤修三
声 - 徳本恭敏
龍の歯医者の少年。天狗虫から野ノ子を守ろうとして、天狗虫に食い殺される。
家村宗達
声 - 高木渉
龍の歯医者の老人。

### その他
サルバトール・ブランコ
声 - 松尾スズキ
セルペナーダに雇われた傭兵の隊長。「不死身のブランコ」の異名を持ち、龍の歯を狙っている。
小澤
声 - 櫻井孝宏
国軍の将校。龍の艦橋警備を担当していたが、ブランコたちに殺される。
ギレリ
声 - 津田健次郎
ブランコの部下。龍の親不知を破壊しようとするブランコを制止しようとして、彼に射殺される。

## 楽曲

### 主題歌
「ぼくらが旅に出る理由」
作詞・作曲 - 小沢健二 / 編曲 - ナカムラヒロシ（i-dep） / 歌 - RINKU（Mistera Feo） / コーラス - MASUMI（Mistera Feo）

### 挿入歌
「かくれんぼ」
作詞・歌 - DAOKO / 作曲・編曲 ナカムラヒロシ（i-dep）

## スタッフ
- ナレーター - 有働由美子
- 監督 - 鶴巻和哉
- 原作 - 舞城王太郎
- 脚本 - 舞城王太郎、榎戸洋司
- キャラクターデザイン・作画監督 - 井関修一
- 画コンテ - 鶴巻和哉、寺岡巌、片山一良、林明美、谷田部透湖、鬼塚大輔、吉崎響
- コンセプトデザイン - 前田真宏、小坂泰之、okama、コヤマシゲト、ウエダハジメ
- 演出 - 黒川智之、谷田部透湖、鬼塚大輔、吉浦康裕、吉崎響
- 動画検査 - 村田康人
- 色彩設計 - 長尾朱美
- 美術監督 - 藤井綾香
- CG監督 - 鈴木貴志、宮城健
- 撮影監督 - 山田豊徳
- 編集 - 辻田恵美
- 音響監督 - 庵野秀明
- 効果 - 野口透
- 音響演出 - 山田陽
- 制作統括 - 土橋圭介、柴田裕司、川上量生、庵野秀明
- 音楽 - TOMISIRO（フランス語版）、ナカムラヒロシ（i-dep）
- プロデューサー - 緒方智幸、苗代憲一郎
- アニメーションプロデューサー - 岡島隆敏
- アニメーション制作 - スタジオカラー
- 制作・著作 - NHK、NHKエンタープライズ、スタジオカラー、ドワンゴ

## 放送局
| 放送期間                | 放送時間      | 放送局           | 対象地域 | 備考             |
| ----------------------- | ------------- | ---------------- | -------- | ---------------- |
| 2017年2月18日 - 2月25日 | 20:00 - 20:45 | NHK BSプレミアム | 日本全域 |                  |
| 2017年3月20日           | 16:15 - 17:47 | NHK BSプレミアム | 日本全域 | 再放送、一挙放送 |
| 2017年4月1日 - 4月8日   | 23:00 - 23:46 | NHK総合          | 日本全域 |                  |
| 2021年5月4日            | 16:25－17:58  | NHK総合          | 日本全域 | 再放送、一挙放送 |

## 劇場公開
『「龍の歯医者」特別版 劇場上映』
上映日：2017年12月29日（金） - 2018年1月12日（金）
会場：東京都：新宿バルト9、大阪府：梅田ブルク7、福岡県：T・ジョイ博多
※NHK BSプレミアムで放送された『龍の歯医者』の音響を劇場用に一新

## 書籍
- 『龍の歯医者 公式ビジュアルガイド』、出版社：KADOKAWA、発売日：2017年11月10日[8]
- 『龍の歯医者」設定資料集』、発行：株式会社カラー、販売：株式会社グラウンドワークス、発売日：2018年1月24日（2017年12月29日から劇場で先行販売）[9]
- 『「龍の歯医者」公式コミカライズ』、発売日：2017年12月27日（水）、漫画：ようこ、発行：株式会社 KADOKAWA

## Blu-ray
- 『龍の歯医者 Blu-ray通常版』、発売日：2018年1月24日
- 『龍の歯医者 Blu-ray特別版』、発売日：2018年1月24日（2017年12月29日から劇場で先行販売）、※『龍の歯医者』の全てのバージョンを収録

また、アニメ（ーター）見本市の1stから3rdシーズンで公開された作品で、一部を除いた大多数の作品を収録。

## 受賞歴
- 第23回上海国際テレビ祭 マグノリア賞 最優秀アニメーション賞を受賞（2017年6月）[要出典]。